# Maximiliaan van Salm-Salm

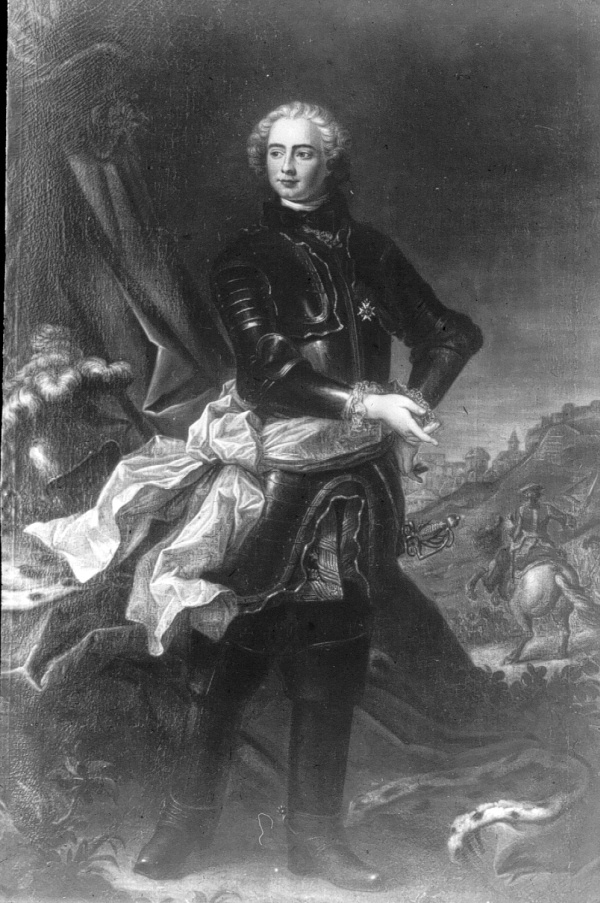
Maximiliaan van Salm-Salm

Maximiliaan Frederik Ernst van Salm-Salm (Anholt, 28 november 1732 - Antwerpen, 14 september 1773) was prins van Salm-Salm, hertog van Hoogstraten, ridder van de Orde van het Gulden Vlies, lid van de Huisridderorde van Sint-Hubertus en ridder van de Orde van Maria Theresia. Ook was hij gouverneur van Luxemburg, keizerlijk veldmaarschalk en veldmaarschalk-luitenant van de Boven-Rijnse Kreits. 
Zijn ouders waren prins Niklaas Leopold van Salm-Salm en Dorothea Francisca Agnes van Salm (1702-1751). 

## Leven
In zijn jeugd was hij lid van de Orde van Malta. Daarna werd hij kanunnik in het keurvorstendom Keulen. Hij verliet de geestelijke stand en werd kapitein in het infanterieregiment van zijn vader, graaf van Salm-Salm. In 1755 werd hij luitenant-kolonel, in 1758 kolonel en op 26-jarige leeftijd sergeant-generaal. Op 2 februari 1749 ontving hij de medaille van de Sint-Hubertusorde en op 4 december 1758 de Maria Theresa Orde. Op 30 november 1772 werd hij opgenomen in de Orde van het Gulden Vlies. Tijdens de Zevenjarige Oorlog vocht hij in de Slag om Kolin, waarbij hij gewond geraakte. In 1759, tijdens een veldslag bij Asch, werd hij door de Pruisen gevangengenomen. 
Na de dood van zijn vader waren er erfrechtelijke geschillen die op een proces in Parijs beslecht werden op 5 juli 1771. Hij moest de rechten op het vorstendom Salm-Salm laten vallen en in ruil kreeg hij de titel van hertog van Hoogstraten. Later zou het erfdeel toch aan zijn zoon Konstantijn van Salm-Salm toekomen want de nieuwe vorst stierf kinderloos.  

## Familie
Hij huwde met Maria Louise Eleonore van Hessen-Rheinfels (18 april 1729 - 6 januari 1800).
Het echtpaar had de volgende kinderen: 
- Niklaas Leopold (1 juni 1760 - 16 maart 1768))
- Konstantijn van Salm-Salm (22 november 1762 - 25 februari 1828)
- Viktoria Felicitas van Löwenstein-Wertheim -Rochefort
- Gravin Maria Walpurgis van Sternberg-Manderscheid
- Catharina Bender, vrouw Salm van Loon
- Ludwig (26 mei 1765 - 23 oktober 1765)
- Georges Adam Frans (26 mei 1766 - 12 juli 1834)
- Willem Florentijn Frederik (28 september 1769 - 2 maart 1824)
- Ludwig Otto Oswald (2 juli 1772 - 5 februari 1822)
- Maria Anna Henriëtta (28 oktober 1773 - 18 januari 1776)